# Volvo 7700
Volvo 7000, senare kallad Volvo 7700, är en buss tillverkad av Volvo Bussar mellan 1998 och 2012.
Volvo 7000 byggdes i början i Vanda, Finland samt i polska Wrocław, efter 2001 endast i Wrocław. Fram till 2006 fanns Volvo 7000/7700 med Volvo B7L- och Volvo B10L-chassin med dieseldrift respektive bio-/naturgasdrift. Efter 2006 skedde ett chassibyte och en ansiktslyftning, där den till en början endast fanns tillgänglig på Volvo B9L-chassi som fanns tillgängligt med både diesel- och gasdrift. Efter 2010 fanns Volvo 7700 även som hybridbuss på Volvo B5LH-chassi. Alla varianter utom den med Volvo B10L-chassi har genomgående lågt golv. B10L-varianten har ett lätt upphöjt golv längst bak, bakom den bakersta axeln. Volvo 7000 och Volvo 7700 såldes före 2006 vare sig i Sverige eller västra Skandinavien där istället Volvo 5000 fanns tillgänglig. Anledningen till namnbytet, vilket skedde 2003, var att det skulle passa in bättre med Volvos övriga bussprogram vid tiden.
2006 började Volvo 7700 att säljas i Sverige och övriga skandinaviska länder, där den till en början endast fanns som normallång 12-metersbuss. Den ersatte då den normallånga versionen av Volvo 5000. Den ledade varianten av Volvo 7700 började säljas i Sverige 2008, då den ersatte gasversionen av Volvo 7500. Volvo 7700 fanns endast som 12- och 18-meters gasbuss samt som 12-meters hybridbuss i Sverige. Operatörer som ville ha en vanlig dieseldriven stadsbuss fick antingen välja Volvo 7500 med B9S-chassi för ledbussar, alternativt någon lågentrébuss såsom Volvo 8500 eller Volvo 8700 med B7RLE- eller B12BLE-chassi för normallånga bussar.
Under 2011 lanserades Volvo 7900 och fram till 2012 tillverkades både Volvo 7700 och 7900 parallellt. Inför årsmodell 2013 lades tillverkningen av Volvo 7700 ner.
Volvo 7900 fanns i början i samma utföranden som Volvo 7700 men under 2014 tillkom även en hybridledbuss samtidigt som dieselvarianterna och bio-/naturgasvarianterna utgick.

## I svensk linjetrafik
I Sverige förekom Volvo 7700 uteslutande i södra halvan av landet, framförallt i Västra Götalands län och Region Skåne. Den dominerade år 2013 vagnparken i Malmö, där den fanns både som vanlig buss och som ledbuss, samtliga med biogasmotor.
Busstypen har även varit hyfsat vanlig i Eskilstuna där det liksom i Malmö funnits både normallånga och ledade biogasbussar. Den har även förekommit i några städer runtom i Jönköpings län. Även Swedavia har haft några hybridbussar av denna sort. I övrigt har busstypen sålt ganska blygsamt i Sverige då Volvos stadsbussar vid tidpunkten börjat konkurreras ut av andra tillverkares motsvarigheter.

## Galleri

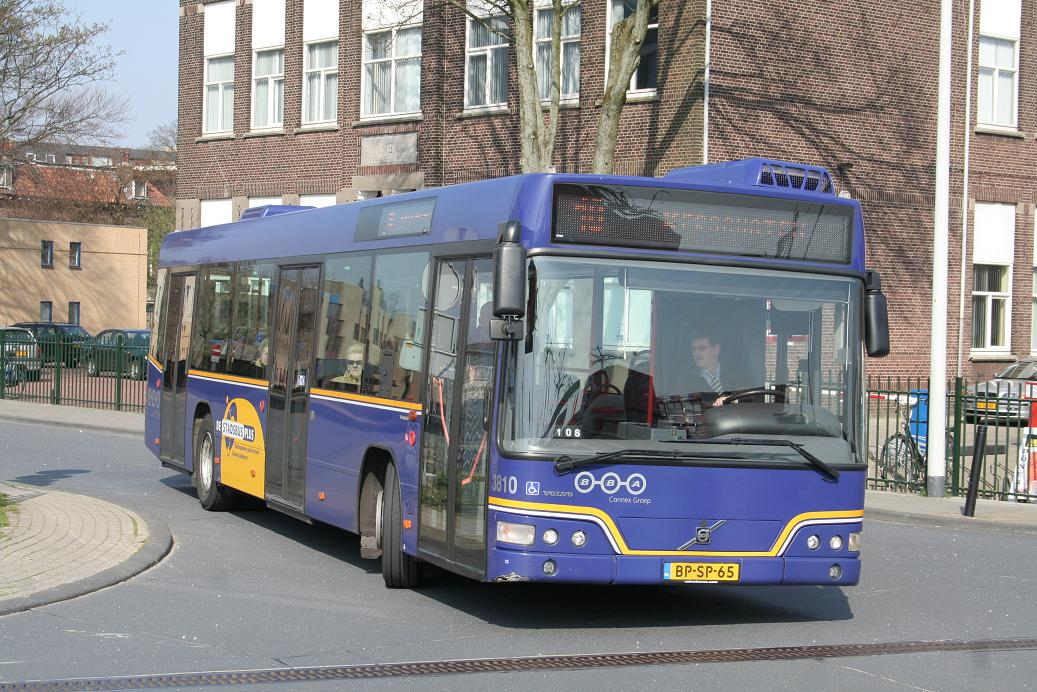
Volvo 7000 eller tidig 7700 med B7L-chassi
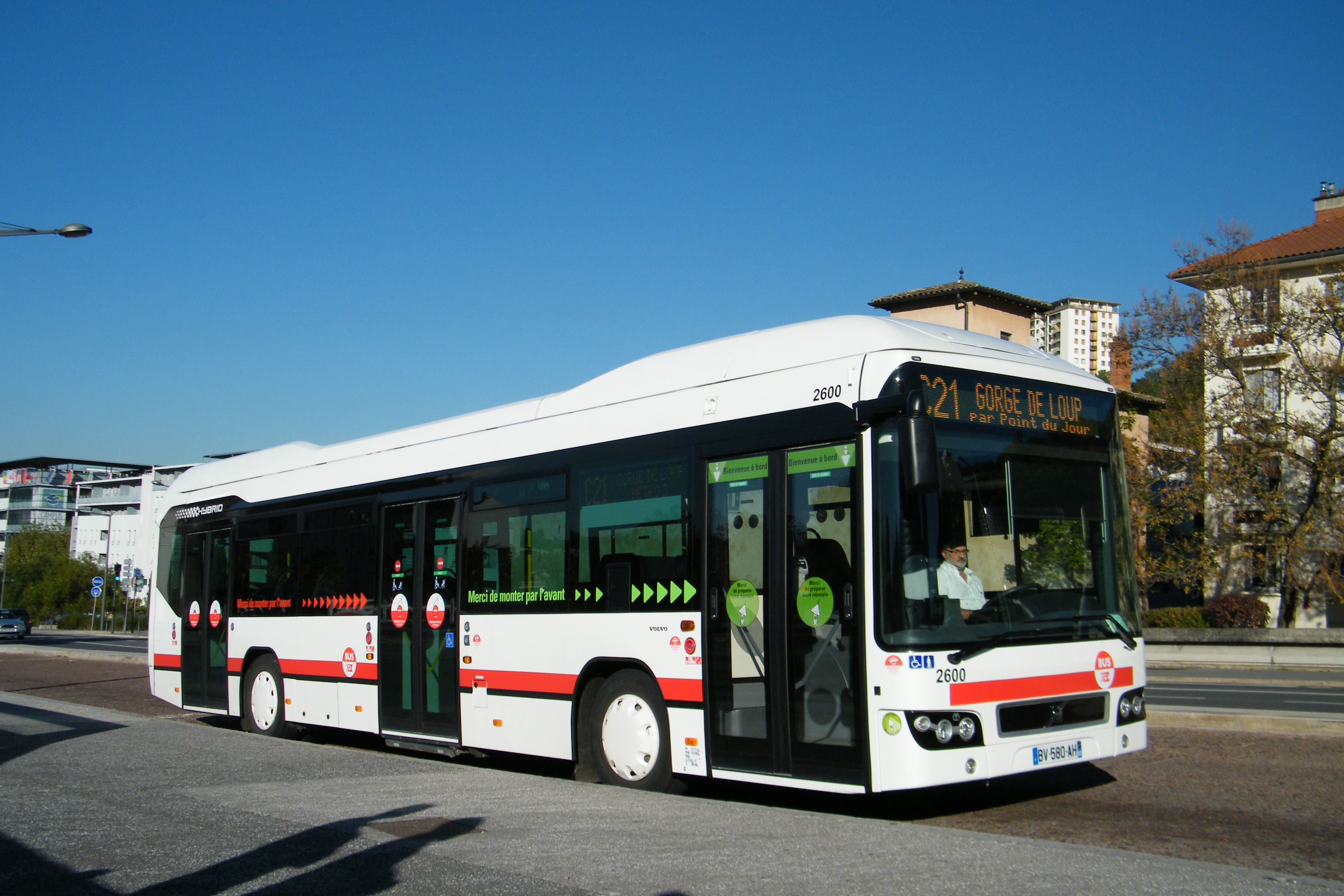
Hybridversion av Volvo 7700